# Alessandro Fusco
Pour les articles homonymes, voir Fusco.

a Compétitions nationales et continentales officielles uniquement.

b Matchs officiels uniquement.
Dernière mise à jour le 7 novembre 2024.
Alessandro Fusco, né le 28 octobre 1999 à Naples (Italie), est un joueur international italien de rugby à XV. Il évolue au poste de demi de mêlée au Zebre Parma en United Rugby Championship.

## Biographie

### Jeunesse et formation
Alessandro Fusco naît à Naples en Italie, son père, Lorenzo, est joueur puis entraineur de rugby à XV. Son grand-oncle Elio Fusco (it) et le cousin de son père Alessandro Fusco (it) sont tous deux joueurs internationaux italien de rugby à XV, puis entraineur. Son cousin Emilio Fusco est également joueur italien de rugby à XV,.
Il commence lui aussi le rugby vers l'âge de quatre ou cinq ans au sein du Partenope Rugby, puis vers ses dix ans il va à l'Amatori Napoli Rugby jusqu'à ses quatorze ans,,. Il rejoint alors une académie à Bénévent durant deux ans, puis l'Académie nationale Ivan Francescato basée à Parme puis Remedello où il termine sa formation durant deux ans également,. Durant sa jeunesse, il est un joueur polyvalent pouvant évoluer à quasiment tous les postes des lignes arrières, il ne joue seulement pas au poste de centre, cependant il est fixé au poste de demi de mêlée lors de sa carrière senior,.
Il est tout d'abord convoqué avec les sélections italiennes des moins de 17 et 18 ans. Par la suite, il est sélectionné avec l'équipe d'Italie des moins de 20 ans, avec qui il participe aux éditions 2018 et 2019 du Tournoi des Six Nations des moins de 20 ans, puis au Championnat du monde junior en 2018 et 2019 également.
Parallèlement à son sport, il entre dans la police lors de l'été 2019. De plus, il fait des études de droit. Durant sa jeunesse, il pratique également le judo, dont il est notamment ceinture noire, le ski ainsi que le water-polo.

### Carrière professionnelle
Alessandro Fusco rejoint le club des Fiamme Oro Rugby, où il commence sa carrière professionnelle en Championnat d'Italie à partir de la saison 2019-2020 et joue huit rencontres. Pour la saison 2020-2021, il se voit offrir un contrat de Permit Player, il évolue alors avec son équipe des Fiamme Oro et peut être amené à jouer au sein de la franchise du Zebre Parma évoluant en Pro14. Il fait ses débuts avec le Zebre lors d'une rencontre de Pro14 en novembre 2020 face au Munster où il est titularisé. Cette saison-là, il dispute deux autres rencontres avec la franchise italienne. Avec les Fiamme Oro, il prend part à onze rencontres et inscrit dix-huit points dont trois essais et une pénalité.
Durant l'été 2021, il intègre la franchise du Zebre à plein temps. En octobre 2021, il est sélectionné avec l'Italie par Kieran Crowley pour la tournée d'automne. Il fait ses débuts internationaux contre l'Argentine le 13 novembre 2021, où il entre en jeu à la place de Stephen Varney. De nouveau sélectionné, cette fois-ci pour le Tournoi des Six Nations 2022, il dispute ses premières minutes dans la compétition lors de la deuxième journée face à l'Angleterre et devient le premier napolitain à jouer en équipe d'Italie. Il dispute les trois autres journées lors de cette édition, dont notamment à la première victoire italienne, contre le pays de Galles à Cardiff, dans le Tournoi des Six Nations depuis 2015. Pendant cette saison 2021-2022, pour sa première saison pleine avec le Zebre, il dispute treize rencontres dont neuf titularisations et inscrit un essai. Durant l'été suivant, il est titularisé pour la première fois en sélection nationale contre le Portugal et il inscrit également son premier essai international.
Lors de l'automne 2022, il est sélectionné pour les tests de fin d'année, mais il ne participe à aucune rencontre. Début 2023, Kieran Crowley le convoque pour le Tournoi des Six Nations 2023. Il dispute les cinq rencontres du Tournoi, marquant son premier essai dans la compétition contre l'Angleterre et connaissant sa première titularisation face à l'Écosse,. Au terme de la saison, il a pris part à douze rencontres, sept titularisations, et inscrit un essai avec la franchise du Zebre. En mai 2023, il est sélectionné avec l'Italie dans un groupe de 46 joueurs pour préparer la Coupe du monde 2023.
Trois mois plus tard, il fait partie du groupe final des joueurs sélectionnés pour la compétition. Durant la compétition, il dispute deux rencontres, les deux comme remplaçant, mais voit son équipe être éliminée dès la phase de poules. De retour au Zebre, il dispute quinze rencontres, n'étant titulaire qu'à sept reprises à cause de ses performances irrégulières et de la concurrence de Gonzalo García,.
En début de saison 2024-2025, à l'occasion de la deuxième journée d'URC, il inscrit un doublé décisif lors de la victoire 42 à 33 de son équipe contre le Munster, la première de leur histoire contre cet adversaire ainsi que leur premier match non perdu depuis novembre 2023. En octobre 2024, de retour à un bon niveau, il est sélectionné en équipe d'Italie pour la première fois depuis la Coupe du monde à l'occasion des test matchs de fin d'année.

## Statistiques

### En équipe nationale
Alessandro Fusco compte 17 sélections dont 2 en tant que titulaire, depuis sa première sélection le 13 novembre 2021 face à l'Argentine. Il inscrit 10 points, deux essais.
Il participe à deux éditions du Tournoi des Six Nations en 2022 et 2023. Il dispute 9 rencontres, 1 en tant que titulaire, et inscrit un essai.
Il participe à une édition de la Coupe du monde en 2023. Il dispute deux rencontres en tant que remplaçant.